# Rave On
Singles de Buddy Holly et les Crickets
I'm Gonna Love You Too
(1957) Early in the Morning
(1958)
Rave On est une chanson de Buddy Holly et son groupe Les Crickets initialement parue sur leur album Buddy Holly sorti aux États-Unis en février 1958.
Publiée en single (sous le label Coral Records) en avril 1958, la chanson a atteint la 37e place du Hot 100 du magazine musical américain Billboard, passant en tout 10 semaines dans le chart.
En 2004, Rolling Stone a classé cette chanson, dans la version originale de Buddy Holly et les Crickets, 154e sur la liste des « 500 plus grandes chansons de tous les temps ». (En 2010, le magazine rock américain a mis à jour sa liste, maintenant la chanson est 155e.)

## Personnel
- Buddy Holly : chant, guitares
- Jerry Allison : batterie, percussions, chœurs
- Joe B. Mauldin, : contrebasse
- Niki Sullivan : guitare rythmique, chœurs
- Norman Petty : Piano

## Composition
La chanson a été écrite et composée par Sonny West, Bill Tilghman et Norman Petty. L'enregistrement de Buddy Holly et les Crickets a été produit par Norman Petty.